# 山田洋 (俳優)
山田 洋（やまだ ひろし、1964年7月11日 - ）は、東京都出身の俳優。Grue所属。
身長173cm。体重62kg。特技はタップダンス、ジャズダンス。
かつては劇団若草附属養成所を経て、劇団四季に所属していた。

## 出演作品

### 映画
- スペーストラベラーズ（2000年） - 上田
- パッチギ! LOVE&PEACE（2007年） - 出入り業者
- 守護天使（2009年） - 記者

### テレビドラマ
- ひまわり（1996年）
- 聖の青春（2001年）
- 刑事☆イチロー 第3話「父娘15年ぶりの再会…鬼刑事の目に涙!」（2003年）
- マルサ!!東京国税局査察部 第1話「人気ラーメン店の脱税暴け」（2003年）
- 白夜行 第11話「白夜の果て」（2006年）
- 7人の女弁護士 第8話「“氷の女検事”が隠した密室殺人トリック!?」（2006年）
- 母親失格（2007年）
- ハゲタカ 第6話「新しきバイアウト」（2007年）
- バンビ〜ノ! 第2話「負けてたまるか」（2007年） - 社員
- 月曜ゴールデン 市原悦子サスペンス 楽園のライオン（2007年）
- ひまわり〜夏目雅子27年の生涯と母の愛〜（2007年）
- 生活ほっとモーニング ドラマ「おはよう」（2007年）
- 大河ドラマ
  - 篤姫（2008年）
  - 天地人 第39話（2009年） - 小西行長
  - 龍馬伝（2010年）
  - 平清盛（2012年）
  - 八重の桜（2013年）
  - 軍師官兵衛 第23話（2014年）
  - 花燃ゆ 第1話（2015年） - 明倫館職員
  - 真田丸（2016年）
- CHANGE（2008年） - 記者（レギュラー）
- 黄金の豚-会計検査庁 特別調査課-（2010年） - 牧野洋（準レギュラー）
- 美咲ナンバーワン!! 第6話「発覚!! 元キャバ嬢」（2011年） - 刑事
- ドン★キホーテ 第5話「育児放棄」（2011年）
- 塚原卜伝 第1話「鹿島の太刀」（2011年）
- 南極大陸 第1話「戦後日本復活への愛と命の感動物語〜 56年前に起きた犬と人間の奇跡が今、動き出す」（2011年）
- 実験刑事トトリ 第5話「二人の絆〜実験刑事が最後に見たもの」（2012年）
- 土曜ワイド劇場
  - 火災調査官・紅蓮次郎 第13作「二度も燃えた家族! V字に焼けた水槽と謎の刺殺死体!? 発火装置は人間? 12年間燃え続けた炎」（2012年）
  - 特捜セブン〜警視庁捜査一課7係（2016年） - 坪井巡査
- 火怨・北の英雄 アテルイ伝 第1話「蝦夷と呼ばれた人々」（2013年）
- 幽かな彼女 第11話「さよなら、先生」（2013年）
- あまちゃん 第74話（2013年） - 医者
- 酔いどれ小籐次 第7話「勝者の方程式」（2013年） - 商人
- LINK（2013年） - 秘書（レギュラー）
- ガラスの家 第9話「決意」（2013年） - 中川
- クロコーチ 第6話「少年Sは、お前だ」（2013年） - 医者
- 花子とアン スピンオフスペシャル 朝市の嫁さん（2014年）
- ダークスーツ 第3話「お前らに何がわかる?」（2014年） - 時任秀朗
- ラギッド! 第1話「10歳の少女社長誕生! 消えた年金3億円を奪い返せ!」（2015年）
- かぶき者 慶次（2015年） - 越後屋番頭
- 金曜プレミアム 外科医 鳩村周五郎 第14作「加賀友禅殺人事件」（2016年） - 磯崎芳夫
- ほうぼう畑でつかまえて

### 舞台
- 赤毛のアン
- 嵐の中の子供たち
- 王子とこじき
- ガンバと仲間たち
- 九郎衛門
- この命は誰のもの
- ジーザス・クライスト・スーパースター
- ハムレット
- ひばり
- 魔法をすてたマジョリン
- 桃次郎の冒険
- ユリディスオンディーヌ

### ラジオ
- 青春アドベンチャー 闘う女。〜そんな私のこんな生きかた〜